# Godos

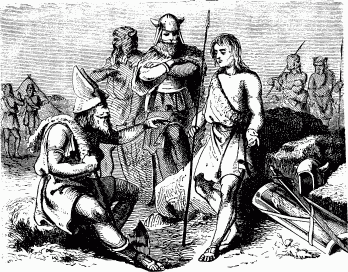
Godos

Os godos (em gótico: Gut-þiuda; em alemão: Goten; em Sueco antigo Gutar; em latim: Gothi) eram uma tribo germânica, composta por uma amálgama de grupos e clãs com diversos líderes. A sua origem é objeto de controvérsias. Estão mencionados pela primeira vez em 98 d.C., como habitando a foz do Rio Vístula na atual Polónia. Por volta do ano 200 começaram a deslocar-se em direção ao Mar Negro, tendo-se fixado na atual Ucrânia e Bielorrússia. No encontro com o Império Romano no século IV, os godos dividem-se em Ostrogodos e Visigodos. Os ostrogodos acabaram por se estabelecer na Península Itálica e na Panónia, e os visigodos na Gália e na Hispânia. No século VI os ostrogodos são derrotados pelo Império Bizantino e no século VIII os visigodos pelos Árabes.

## História
Os testemunhos históricos conhecidos apresentam os godos, e os seus ramos ostrogodo e visigodo, como uma comunidade migrando desde o século I até o século VIII, e deslocando-se sucessivamente da foz do Rio Vístula na atual Polónia para as margens do Mar Negro, para a Itália e para a Península Ibérica.

### O mito da origem dos godos
No século VI, o historiador gótico-bizantino Jordanes afirma na sua obra Gética que os godos tinham a sua origem numa ilha do Mar Báltico chamada Scandza, presumivelmente a Península da Escandinávia ou a ilha da Gotlândia.
| “ | Ex hac igitur Scandza insula quasi officina gentium aut certe velut vagina nationum cum rege suo Berigo Gothi quondam memorantur egressi. | ” |

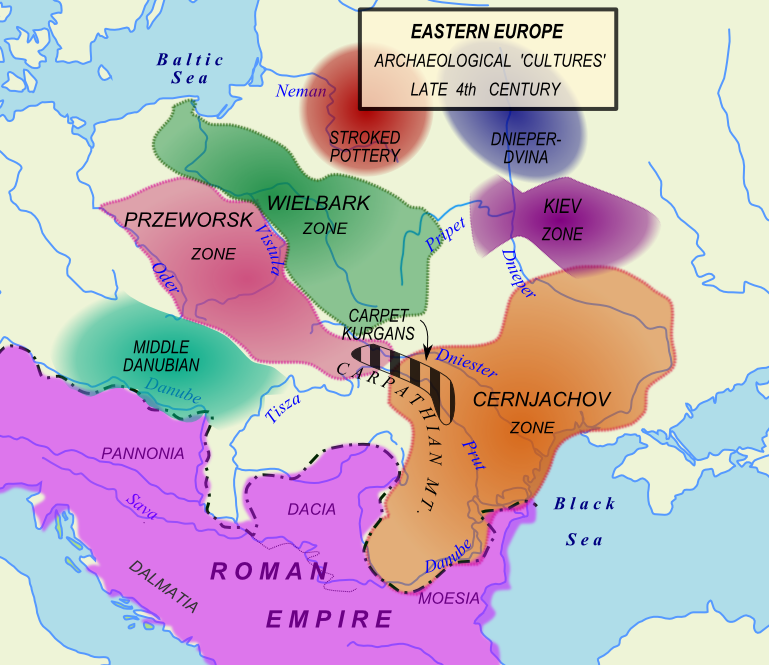
Possíveis locais de origem dos godos, 200

Estava assim lançada a hipótese da origem escandinava dos Godos, segundo a qual eles teriam emigrado por volta de 1 490 a.C. da Escandinávia, atravessando o Mar Báltico em 3 barcos, e desembarcado na foz do rio Vístula, na Europa Continental, onde teriam atacado os rúgios, que viviam na costa, expulsando-os de seus domínios, e depois, derrotado os seus novos vizinhos, os vândalos.
Não existe nenhuma fonte primária ou secundária que mencione esta longa migração, e as evidências arqueológicas não sustentam essa hipótese. Sabemos também que os barcos escandinavos dessa época longínqua eram rudimentares, movidos a remos e com pequenas tripulações.
A teoria construída por Jordanes estava apoiada na ideia de que os os Godos eram o mesmo povo que os Gautas do Sul da Escandinávia e os Getas das margens do Mar Negro, visto terem nomes semelhantes. Na sua obra Gética, publicada em 551, Jordanes apoiava-se numa obra anterior chamada História Gótica, escrita pelo escritor romano Cassiodoro por volta de 526-533, na qual este afirmava que os Godos eram originários de uma ilha do Mar Báltico chamada Scandza. Este livro de Cassiodoro perdeu-se, e Jordanes parece só ter tido acesso a ele durante três dias para consulta. O próprio Cassiodoro usou como fonte uma outra obra, igualmente perdida, do historiador romano Ablávio do século V-VI, na qual este teria afirmado que os Godos teriam vindo de uma ilha do Mar Báltico, sem todavia indicar o nome.
A elite gótica mantinha a sua posição através de alianças de famílias e de um mito de origem da comunidade gótica. Na qualidade de ministro do rei godo Teodorico, o Grande, Cassiodoro tinha conhecimento dos cânticos góticos que falavam das suas origens, e sabia como era apreciada a história de um passado gótico extraordinário e grandioso. E Jordanes, como funcionário do Império Romano, estava igualmente consciente do interesse dos romanos na reabilitação e elevação dos seus novos aliados godos, esquecendo o seu passado bárbaro.
Hoje em dia, os historiadores pendem em geral para uma origem continental europeia, na costa do sul do mar Báltico, algures na Polónia dos nossos dias, de onde os Godos teriam migrado para o Sul, até se estabelecerem entre o rio Danúbio e o rio Don, onde acabaram por se dividir em dois ramos, chamados tervíngios e grutungos, com dinastias reais e territórios separados.

### Do Mar Báltico ao Mar Negro e ao Mar Mediterrâneo

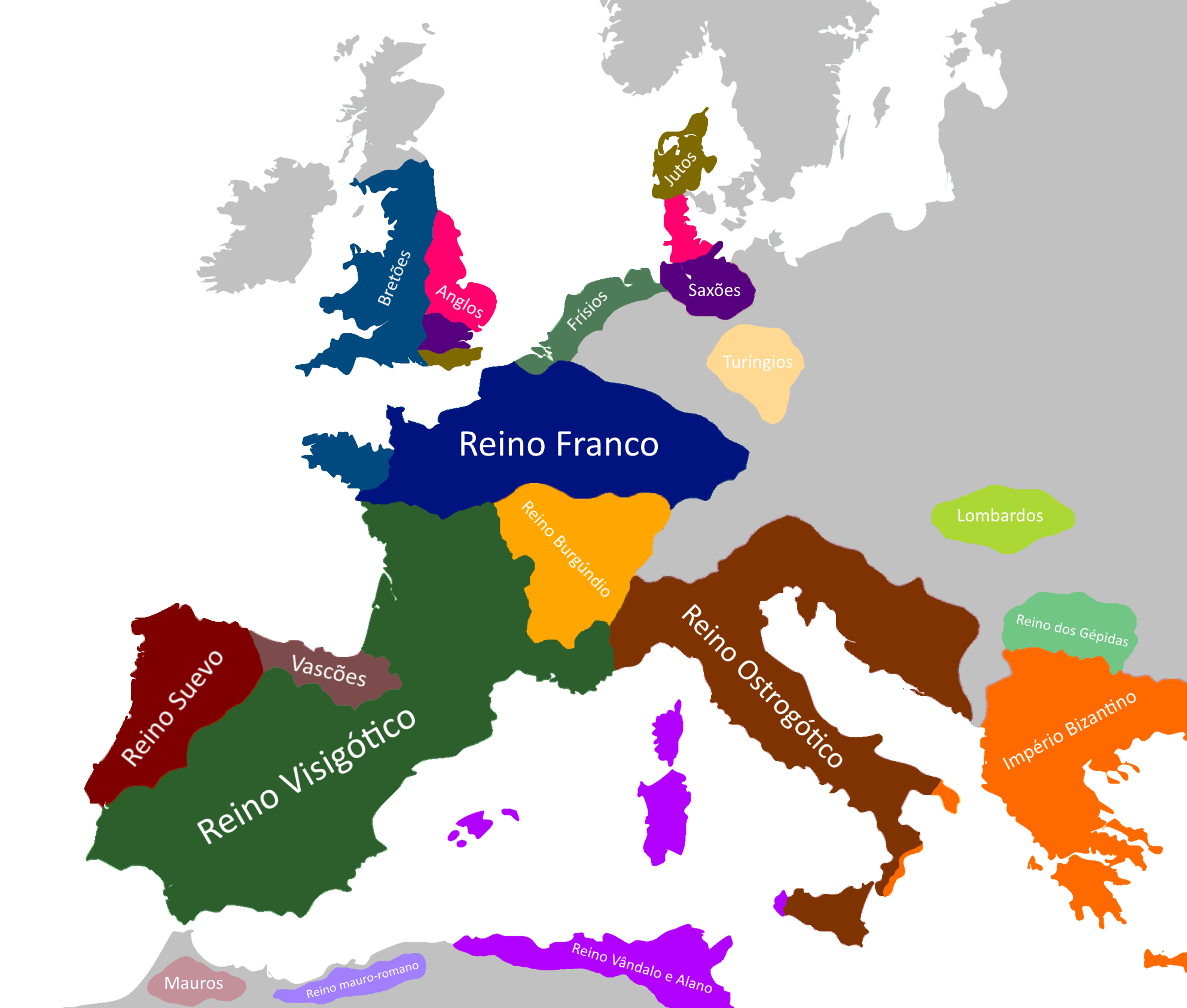
A Europa no ano 500

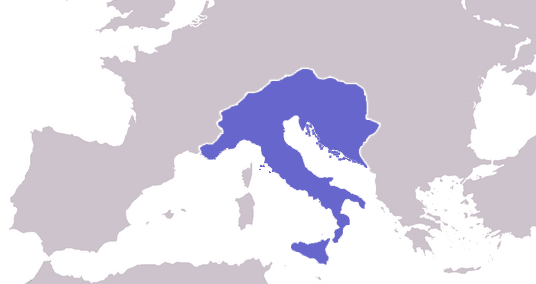
Mapa do Reino Ostrogótico no seu auge, sob Teodorico, o Grande

Mapa do Reino Visigótico, no tempo de

As primeiras referências históricas aos Godos são feitas pelo historiador romano Tácito, em 98 d.C., pelo geógrafo grego Ptolemeu, no século II, e pelo naturalista romano Plínio, o Velho, no século I, colocando este povo na área do rio Vístula na atual Polónia.
No século II-III, os Godos migram sucessivamente e em pequenos grupos para as margens do Mar Negro. Quando transpõem as fronteiras do Império Romano, os seus exércitos, compostos por variados grupos étnicos liderados por uma élite gótica, atacam cidades gregas e romanas, até que o imperador Cláudio II os enfrenta e derrota em 269 na batalha de Naísso. Com o exército godo destroçado, muitos dos seus guerreiros passam a servir como soldados no exército romano e como colonos no povoamento das terras fronteiriças do império. Todavia, muitos outros voltam a reagrupar-se, e voltam a atacar os romanos, juntamento com outros povos bárbaros.
No século III, se dividem em dois grupos: os tervíngios, depois designados como visigodos (os nobres godos), habitando as margens do rio Danúbio na Roménia, e os grutungos, depois denominados como ostrogodos (godos do sol nascente), habitando as estepes da Ucrânia, junto ao Mar Negro.
Os visigodos entram nessa altura na atual Roménia, onde ficam durante um século. Acossados pela invasão dos hunos, os visigodos fazem numerosas incursões no Império Romano no século IV, tendo até saqueado Roma no século V. Depois de inúmeras confrontações com os romanos acabam por se estabelecer no sul da Gália no século V, como aliados dos mesmos romanos. Uma aliança de romanos e visigodos, consegue finalmente derrotar os hunos na batalha dos Campos Cataláunicos em 451. Com a derrocada do Império a decorrer, os visigodos conquistam por um lado uma parte da Hispânia e perdem por outro lado a Gália para os francos. O Reino Visigótico da Hispânia respeitou as leis e as instituições da população local, tendo durado até ao século VIII, quando foi invadido e ocupado pelos árabes.
Os ostrogodos também entram em movimento, penetrando no século III na atual Ucrânia e subjugando vários povos locais. A invasão dos hunos - no século IV - esmaga substancialmente os ostrogodos. Mas estes conseguem reerguer-se e recuperar a liberdade, e  acabam conquistando a Itália no século V, onde fundam um reino. Um dos seus reis - Teodorico, o Grande - governa um reino onde há uma prosperidade e tolerância assinalável entre godos e romanos, entre cristãos e judeus. A atitude positiva dos ostrogodos para com a cultura romana e a língua latina, assim como a sua conversão ao cristianismo, deixaram rastro importante na integração da esfera germânica e latina na Europa. Todavia, o Império Romano do Oriente invade a Itália em meados do século VI, e os ostrogodos são definitivamente vencidos pelos bizantinos na Guerra Gótica, desaparecendo da história.

### Arqueologia e culturas
Achados arqueológicos, permitem alguma associação dos Godos à Cultura de Vilemberga, assim como apoiam em alguma medida uma migração de Godos da região do rio Vístula em direção ao sul. Mas não permitem mais do que uma vaga associação à Escandinávia, baseada em algumas semelhanças em alguns montes funerários tardios. Os contactos entre a Escandinávia e o continente europeu existiram sobretudo na forma de intercâmbio comercial nos dois sentidos, e de migração de pequenos grupos de escandinavos, em que alguns se alistaram no exército romano, e alguns outros podem também ter entrado nas hostes godas.

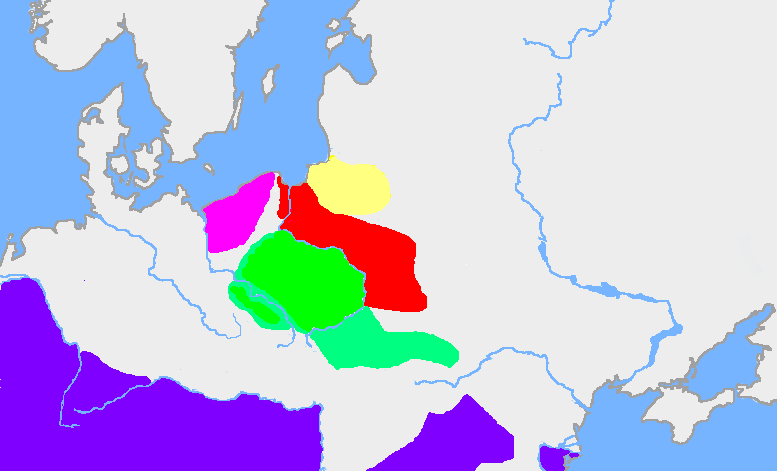
A Cultura de Wielbark   A Cultura de Przeworsk
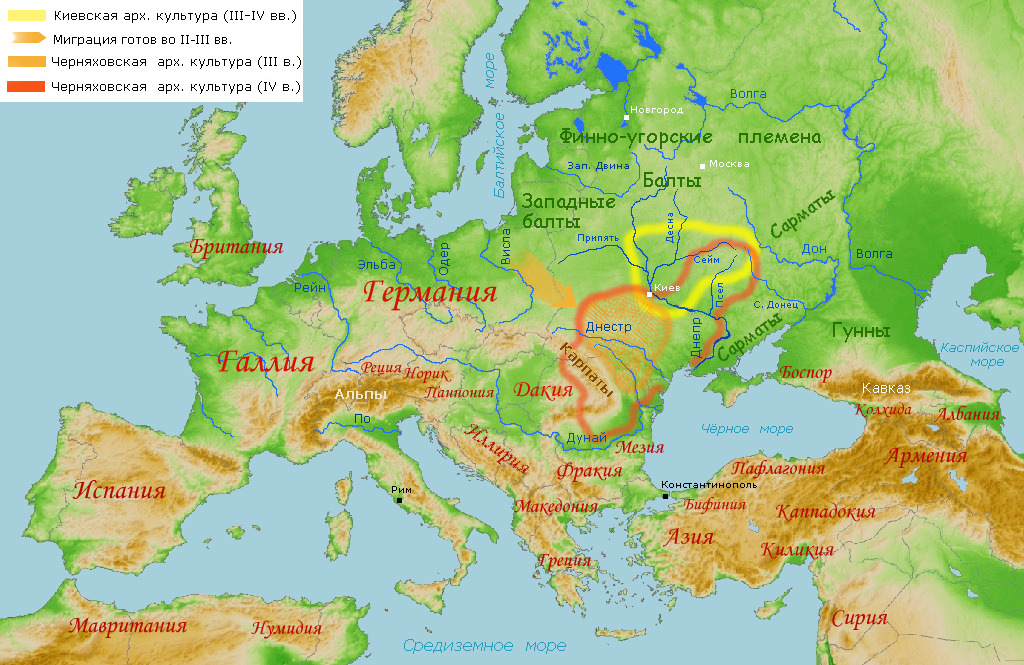
Cultura de Vilemberga (seta em laranja), suposta migração dos godos nos séculos II e III; Cultura de Cherniacove (linha em laranja) no século III e (linha vermelha) no século IV; Cultura de Quieve (linha amarela) nos séculos século III e IV.

## Línguas

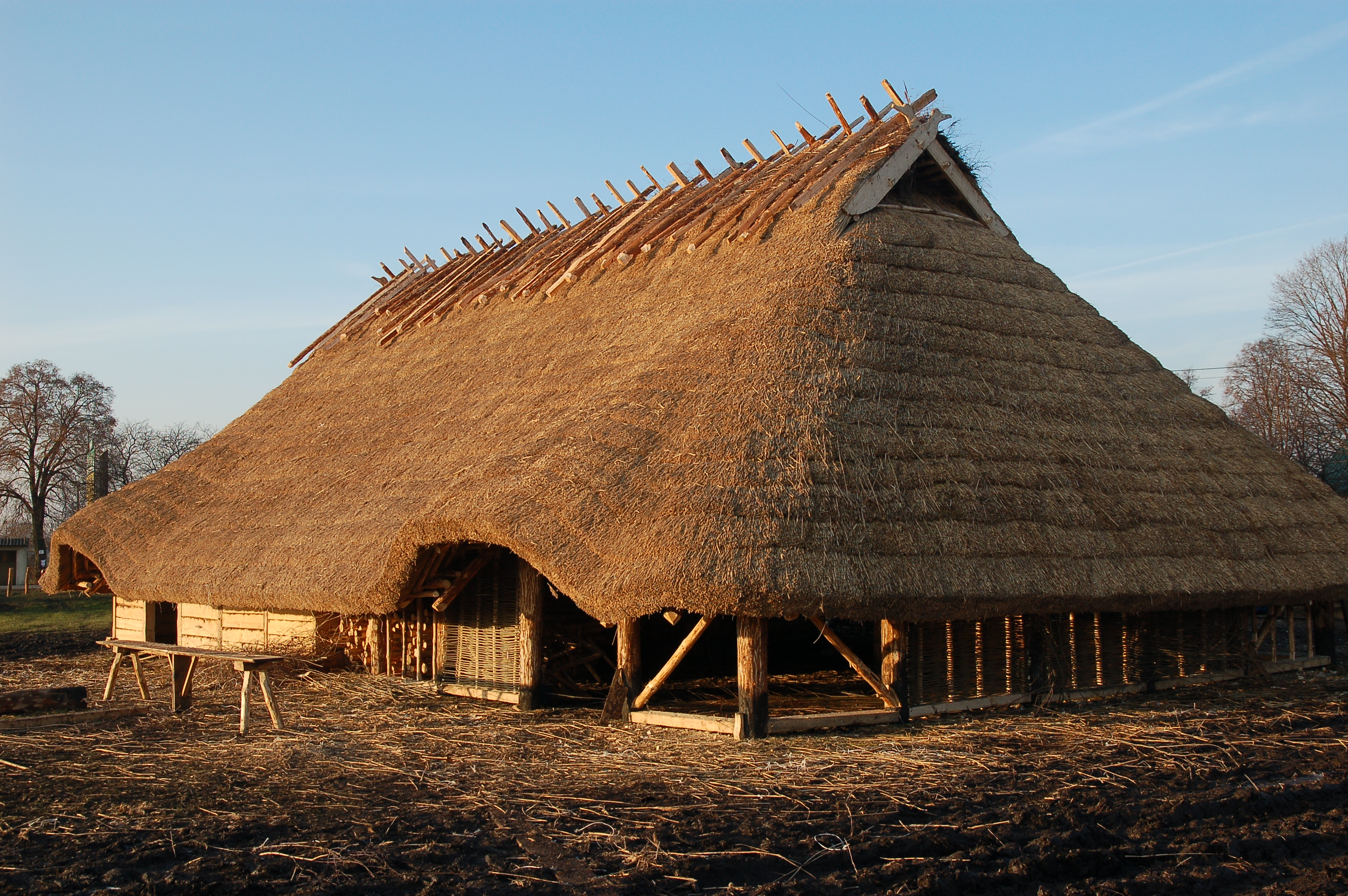
Reconstrução de uma fazenda gótica em Masłomęcz (Hrubieszów) - século II e III